# Wen zi
El Wenzi (en chino, 文子; pinyin, Wénzǐ; Wade-Giles, Wen-tzŭ; literalmente, ‘'[Libro del] Maestro Wen'’) es un clásico taoísta supuestamente escrito por un discípulo de Lao-Tse. 
El texto fue ampliamente leído y altamente reverenciado en los siglos posteriores a su creación, e incluso canonizado como Tongxuan zhenjing (en chino, 通玄真經; pinyin, Tōngxuán zhēnjīng; Wade-Giles, T‘ung-hsüan chên-ching; literalmente, ‘'Verdadera escritura para comprender los misterios'’) en el año 742 d. C.
Sin embargo, poco después los eruditos comenzaron a cuestionar su autenticidad y a descartarlo como una falsificación creada entre la dinastía Han y la dinastía Tang. El destino del texto cambió en 1973, cuando los arqueólogos excavaron una tumba del 55 a. C. y descubrieron restos de un Wenzi copiado en tiras de bambú, que nos ofrecen una visión de cómo era el texto antes de su revisión drástica hasta convertirse en el texto actual.

## Edición en español
- Traducción del chino, introducción y notas de Iñaki Preciado Idoeta, ed. (2025). Wen zi. “Maestro Wen”. Editorial Kairós. ISBN 9788411212403.